# Philaphthona
Philaphthona là một chi bọ cánh cứng trong họ Chrysomelidae.
Chi này được miêu tả khoa học năm 1993 bởi Medvedev.

## Các loài
Các loài trong chi này gồm:
- Philaphthona antennalis Medvedev, 1993
- Philaphthona bicolor Medvedev, 1993
- Philaphthona brachycornis Medvedev, 1993
- Philaphthona cyanipennis Medvedev, 1993
- Philaphthona fulva Medvedev, 1993
- Philaphthona palawana Medvedev, 2001
- Philaphthona pallida Medvedev, 2001
- Philaphthona schawalleri Medvedev, 1993
- Philaphthona tenebrosa Medvedev, 1993